# الأكاديمية الوطنية لإدارة السجون
الأكاديمية الوطنية لإدارة السجون (بالإنجليزية: National Academy for Prisons Administration)‏ (NAPA) المعروفة سابقًا باسم المعهد المركزي لتدريب موظفي السجون (CJSTI) ( Urdu: قومی درسگاہ برائے تنظیمِ زنداں) هو معهد تدريب تابع للحكومة الفيدرالية لموظفي السجون في جميع المقاطعات الأربع في باكستان. تعمل تحت إشراف وزارة الداخلية، حكومة باكستان. تقع الأكاديمية على طريق فيروزبور في لاهور، باكستان، وهي مجاورة لسجن منطقة لاهور.

## المهام
تعمل الأكاديمية الوطنية لإدارة السجون (NAPA)،، تحت إشراف وزارة الداخلية، حكومة باكستان، للوفاء بالوظيفة رقم 28 من قواعد عمل قسم الداخلية المقروءة مع SL#16 من القائمة التشريعية الفيدرالية لدستور جمهورية باكستان الإسلامية. وهي الأكاديمية الوطنية الوحيدة التي تقدم التدريب الأساسي والمهني لجميع موظفي السجون / موظفي الاستصلاح (ضباط المراقبة والإفراج المشروط) في أربع مقاطعات، آزاد كشمير وجيلجيت - بلتستان.
م إشراك القضاة والمدعين العامين وضباط الشرطة في ورش عمل / ندوات / ندوات حول مواضيع متخصصة، والخبرة المتاحة في هذه الأكاديمية على المستوى الوطني فقط.
تستوفي الأكاديمية متطلبات اتفاقية جنيف للأمم المتحدة المعروفة باسم القواعد الدنيا النموذجية لمعاملة السجناء لعام 1955، للتدريب المنسق لموظفي السجون في البلاد على الأساليب الحديثة. تقدم الأكاديمية تدريب فني ومهني من الحراس إلى مديري السجون حول الاحتياجات الصعبة لأمن السجون وإدارة السجون على أسس تصحيحية وإصلاحية كما يدعو إليها الإسلام بقوة.

## المؤسسة
كتتمة لمؤتمر إصلاح السجون رفيع المستوى الذي عقد عام 1973، تم ترقية معهد تدريب موظفي السجون المركزي الذي تأسس في أكتوبر 1974 إلى الأكاديمية الوطنية لإدارة السجون التي تأسست في أكتوبر 1974.

## الدور
الدور الرئيسي لهذه الأكاديمية الوطنية هو توفير التدريب الأكاديمي والعملي / المهني لجميع الضباط والموظفين الأدنى في إدارة السجون. أهداف هذه الأكاديمية هي كما يلي :-
1. تدريب شامل ومتدرج لموظفي السجون في جميع الأقاليم.
2. تدريب متخصص لكبار الموظفين في مجالات مثل حقوق الإنسان.
3. تعزيز اللياقة البدنية والمهارات في التعامل مع الأزمات.
4. تدريب ضباط المراقبة والإفراج المشروط على تقنيات التأهيل.
5. توعية الإدارات الأخرى بشؤون السجون.
6. البحث والتطوير في إدارة السجون.
7. تدريب موظفي السجون على المهارات الحاسوبية.
8. تقديم استشارات قانونية وإدارية لوزارة الداخلية وإدارات السجون.
9. إنشاء قاعدة بيانات لدعم التخطيط الاستراتيجي.
10. تنسيق برامج التدريب وإدارة السجون مع وزارة الداخلية.
11. تقديم المشورة بشأن الجوانب النفسية والاجتماعية للنزلاء.
12. جمع وتحديث بيانات السجون والسجناء.
13. التعامل مع أسئلة البرلمان ومجلس الشيوخ بشأن السجون.
14. تقديم استشارات أكاديمية للجامعات حول القضايا القانونية والنفسية والاجتماعية.

## روابط خارجية
- الموقع الرسمي